# Shkodran Maholli
Shkodran Maholli, född 10 april 1993 i Hyltebruk, är en svensk fotbollsspelare som spelar för IF Limhamn Bunkeflo.

## Karriär
Han debuterade i Allsvenskan för Halmstads BK den 2 april 2011 i en 0–0-match mot Kalmar FF. Inför säsongen 2016 skrev han ett tvåårskontrakt med Åtvidabergs FF. Han vann skytteligan i Superettan 2016 med 15 gjorda mål på 28 matcher.
I januari 2017 värvades Maholli av BK Häcken, där han skrev på ett treårskontrakt. Emellertid skrev Maholli på för IK Sirius bara ett halvår senare.
I juli 2018 värvades Maholli av danska Silkeborg IF. I augusti 2020 värvades Maholli av Helsingborgs IF, där han skrev på ett halvårskontrakt. I mars 2021 värvades Maholli av Super United Sports i Maldiverna, där han skrev på ett ettårskontrakt. Den 1 juli 2021 värvades Maholli av IK Brage, där han skrev på ett 2,5-årskontrakt. Efter säsongen 2022 lämnade Maholli klubben.
Inför säsongen 2023 blev Maholli klar för spel i division 3-klubben IF Limhamn Bunkeflo.